# Raveniopsis steyermarkii
Raveniopsis steyermarkii är en vinruteväxtart som beskrevs av Richard Sumner Cowan. Raveniopsis steyermarkii ingår i släktet Raveniopsis och familjen vinruteväxter. Inga underarter finns listade i Catalogue of Life.